# خواكيم فيشر
خواكيم فيشر (بالألمانية: Joachim Fischer)‏ هو عالم اجتماع ألماني، ولد في 1951 في هانوفر في ألمانيا.